# Dictyna sylvania
Dictyna sylvania är en spindelart som beskrevs av Chamberlin och Ivie 1944. Dictyna sylvania ingår i släktet Dictyna och familjen kardarspindlar. Inga underarter finns listade i Catalogue of Life.